# 토르가우 전투
토르가우 전투(1760년 11월 3일)는 프로이센군이 더 많은 수의 오스트리아군을 격퇴한 전투로, 7년 전쟁의 전투 중 가장 치열한 전투의 하나이다.
프리드리히 대왕(Frederick II) 휘하의 프로이센군 49,000명은 오스트리아의 야전 사령관 다운 백작 레오폴트 요제프(Leopold Josef Graf Daun) 원수가 지휘하는 53,000명의 오스트리아군과 격돌하였다. 전투는 처음 쉬프티처 회엔(Süptitzer Höhen)의 고지대에 방어선을 구축한 오스트리아군과 한스 요아힘 폰 치텐(Hans Joachim von Zieten)이 지휘하는 프로이센 분견대 사이의 포격전으로 시작되었다. 포병대끼리의 전투소식을 들은 프로이센의 왕 프리드리히는 10개의 보병대대를 이끌고 신속하게 공격을 감행하기로 결심하였다. 오스트리아군의 야포 400문에서 사격이 시작되었고, 프로이센군은 1시간이라는 짧은 기간 동안 5,000명의 척탄병을 잃었다. 공격은 지리멸렬했고 프리드리히 대왕은 언덕을 공격하는 계획을 취소하였다. 프리드리히는 이러한 상황에서 아군이 패했다고 믿었다. 오스트리아군의 다운 원수는 다리에 부상을 입고 토르가우로 이송되었는데, 카를 플린(Charles Flynn)을 빈에 있는 여황 마리아 테레지아(Maria Theresa)에게 보내, 미리 승리에 대한 보고를 하도록 하였다.
황혼이 질 무렵 전투의 향방이 달라지기 시작했다. 프란츠 모리츠 폰 라시(Franz Moritz von Lacy) 장군과 무의미한 전투를 벌이던 치텐 장군이 지휘하는 부대가 오스트리아군의 본대가 있는 고지대에 공격을 가하였다. 그리고 이 공격을 성공시켜 오스트리아군으로부터 포를 포획하는 데 성공하였다. 치텐은 탈취한 포를 이용하여 빼앗긴 포를 탈취하려고 두 번이나 공격에 나선 오스트리아군에 포격을 가하여 성공적으로 격퇴하였다. 오후 9시 경까지 전황은 여전히 고지를 장악하고 있던 프로이센군에게 유리하게 돌아갔고 결국 오스트리아군은 퇴각하였다.
프로이센군은 결국 전투에 승리하였으나 피해는 더 컸다. 프로이센군은 약 20,000명의 병력을 잃었으며, 오스트리아군은 16,000명의 병력과 43문의 포를 잃었다.

## 참고 문헌
- Frederick the Great: A Military Life By Christopher Duffy